# Scribblenauts (serie)
Scribblenauts è una serie di videogiochi sviluppata da 5th Cell e pubblicata da Warner Bros. Interactive Entertainment.

## L'originalità della serie
La serie ha avuto successo per l'originalità del capitolo principale, che introduce la possibilità di inserire quello che si desidera nel gameplay trovando molteplici soluzioni per arrivare a un obiettivo. Il giocatore può scrivere sullo schermo tattile della console il nome di oggetti, animali, persone e questi si materializzano nello schermo così da permettere di proseguire nel livello (salvo parole con sfondo volgare o protette da copyright). Nel gioco sono presenti circa 28.000 vocaboli.

## Starite
In Scribblenauts Unlimited gli Starite vengono descritte come piccole stelle che nascono dalla felicità della gente, ma in Super Scribblenauts e in parte anche in altri, gli Starite si possono prendere superando ostacoli, o, generalmente, completando la missione.

## I capitoli
1. Scribblenauts (2009)
2. Super Scribblenauts (2010)
3. Scribblenauts Remix (2011)
4. Scribblenauts Collection (2012)
5. Scribblenauts Unlimited (2012)
6. Scribblenauts Unmasked: A DC Comics Adventure (2013)
7. Scribblenauts Showdown (2018)

Il primo capitolo introduce 28.000 vocaboli ed è stato pubblicato nel 2009. Il secondo capitolo, oltre a nuovi vocaboli, aggiunge la possibilità di scrivere aggettivi. Il Remix è un porting su iOS con grafica migliorata e presenta 40 livelli scelti tra il primo e il secondo capitolo, più 10 nuovi. Unlimited, per Nintendo 3DS, Wii U e Microsoft Windows, permette di unire tra loro i vari oggetti creati.
Unmasked, per Nintendo 3DS, Wii U e Microsoft Windows, include vari eroi della DC Comics ed è stato pubblicato a fine 2013.